# Montsalvy
Montsalvy – miejscowość i gmina we Francji, w regionie Owernia-Rodan-Alpy, w departamencie Cantal.
Według danych na rok 2007 gminę zamieszkiwało 890 osób, a gęstość zaludnienia wynosiła 44 osób/km². Wśród 1310 gmin Owernii Montsalvy plasuje się na 444 miejscu pod względem powierzchni.
W Montsalvy urodził się i zmarł francuski geolog i paleontolog Marcellin Boule.